# Ceconomy
Ceconomy AG er en tysk detailhandelskoncern. De driver over 1.000 elektronikbutikker i 12 lande og deres butikker kendes under navne som Media Markt, Saturn og Deutsche Technikberatung. Ceconomy blev etableret i marts 2017 efter en omstrukturering i Metro Group.